# Mareil-sur-Mauldre
Mareil-sur-Mauldre är en kommun i departementet Yvelines i regionen Île-de-France i norra Frankrike. Kommunen ligger i kantonen Aubergenville som tillhör arrondissementet Mantes-la-Jolie. År 2022 hade Mareil-sur-Mauldre 1 743 invånare.

## Befolkningsutveckling
Antalet invånare i kommunen Mareil-sur-Mauldre
| Referens: INSEE |